# Pareci Novo
Pareci Novo là một đô thị thuộc bang Rio Grande do Sul, Brasil. Đô thị này có diện tích 57,405 km², dân số năm 2007 là 3151 người, mật độ 54,89 người/km².